# Matthias Rath
Pour les articles homonymes, voir Rath.
Matthias Rath, né en 1955 à Stuttgart, en Allemagne, est un médecin allemand aux pratiques controversées et un chef d'entreprise qui produit des suppléments vitaminiques à vocation curative. Selon son site internet, son entreprise de suppléments vitaminiques reverse la totalité de ses bénéfices à une fondation d'utilité publique intitulée Dr Rath Health Foundation.
Matthias Rath est une personnalité extrêmement controversée, notamment pour ses positions concernant la lutte contre le SIDA, proches des thèmes abordés dans le documentaire The House of Numbers de Brent Leung ; son action a fait plusieurs fois l'objet de procès en Afrique du Sud : il a été accusé d'avoir mené des essais cliniques non autorisés, utilisant des vitamines comme thérapie anti-VIH et entraînant la mort de malades. La Haute Cour d'Afrique du Sud a jugé les essais illégaux et a interdit à Rath et à sa fondation de mener des essais cliniques non autorisés, de faire de la publicité pour leur produit et a demandé des enquêtes sur ces essais. Sa fondation a été condamnée par un communiqué du programme des Nations unies contre le sida (UNAIDS), l'OMS et l'Unicef qui lui reprochent de pratiquer une publicité mensongère et de mener une communication irresponsable. L'organisation sud-africaine de lutte contre le sida Treatment Action Campaign, que Rath avait critiquée, et qui a gagné en justice contre lui, le qualifie de charlatan.

## Biographie
Matthias Rath a étudié la médecine en Allemagne et a ensuite travaillé comme scientifique à l'hôpital universitaire de Hambourg et au centre allemand de cardiologie à Berlin.
En 1987, Matthias Rath a découvert la relation entre la carence en vitamine C et un nouveau facteur de risque de maladie cardiaque : la lipoprotéine. Après la publication de ces découvertes dans le journal de l'association cardiaque américaine Arteriosclerosis, le Dr Rath a accepté l'invitation du double prix Nobel Linus Pauling de le rejoindre. En 1990, il est parti aux États-Unis pour devenir le premier directeur de la recherche cardiovasculaire de l'institut Linus Pauling en Californie[réf. nécessaire].
Matthias Rath a travaillé avec Pauling dans divers domaines de la recherche nutritionnelle.
Aujourd'hui, Matthias Rath dirige un institut de recherche et développement en médecine nutritionnelle et cellulaire. Son institut conduit des études de recherche fondamentale et des études cliniques pour documenter scientifiquement les apports des micronutriments dans la lutte contre une multitude de maladies. Matthias Rath est le fondateur du concept scientifique de « médecine cellulaire », l'introduction systématique en médecine clinique de la connaissance biochimique du rôle des micronutriments en tant que « biocatalyseurs » dans une multitude de réactions métaboliques au niveau cellulaire. Lui et son équipe de chercheurs avancent qu'un apport quotidien synergique de micronutriments permettraient de lutter contre divers maux et maladies : artériosclérose, hypertension, insuffisance cardiaque, arythmie cardiaque, diabète, ostéoporose, de nombreuses formes de cancer et des déficiences immunitaires précurseurs de maladies infectieuses dont le VIH.
Matthias Rath suscite la controverse au sein de la communauté scientifique. Il affirme mener un combat contre « l'hégémonisme et l'obscurantisme des grands groupes pharmaceutiques » et remet fortement en question le traitement du cancer largement pratiqué aujourd'hui et qui est, selon lui, responsable de la mort de patients curables. Son action en Afrique du Sud lui a valu des condamnations, et l'action de sa fondation a été très sévèrement critiquée par l'UNAIDS, l'OMS, l'Unicef et TAC,.

## Recherches médicales
Matthias Rath et ses collaborateurs, Aleksandra Niedzwiecky et M. Waheed Roomi, ont conduit des travaux portant sur l'apparition des maladies, leur prévention et leur traitement. Ils sont parvenus à la conclusion que la plupart d'entre elles trouvaient leur origine dans une carence en « bioénergie » indispensable au bon fonctionnement des cellules (carence en vitamines, minéraux, oligo-éléments et acides aminés) (voir références plus loin). Cette déficience associée à d'autres facteurs (hygiène de vie, stress, pollution, etc.) entraînerait à plus ou moins long terme des dysfonctionnements, voire des dégénérescences au niveau cellulaire. Les formules de la médecine orthomoléculaire, ou « médecine cellulaire »,, pourraient en cela aider à prévenir ou à traiter la plupart de ces affections, y compris le cancer,,,.
Toutefois, il existe plusieurs synergies de micronutriments en fonction de la pathologie. Il n'y a pas de posologie standard, chaque organisme ayant des besoins différents et spécifiques, alors que les résultats d'analyses de laboratoire, par exemple, sont identiques : marqueurs tumoraux lors de cancer, ou lipoproteine A, homocystéine lors de pathologies cardiovasculaires. Il faut également tenir compte des paramètres de chacun (facteurs héréditaires, mode de vie, environnement, etc.).

### Les nutriments cellulaires essentiels spécifiques dans le cancer selon Matthias Rath

#### Les mécanismes-clés du cancer
Selon le Dr Matthias Rath, le mécanismes-clés du cancer sont les suivants :
1. Diffusion des cellules cancéreuses et formation de métastases par deux voies métaboliques :
les cellules cancéreuses produisent un activateur tissulaire du plasminogène qui lui-même stimule la production des métalloprotéines qui détruisent la matrice de collagène ;
les cellules cancéreuses produisent directement des métalloprotéines qui détruisent la matrice de collagène ;
2. Multiplication des cellules cancéreuses et développement de la tumeur ;
3. Formation de nouveaux vaisseaux sanguins (= angiogénèse) qui apportent la nourriture à la masse cancéreuse ; 
4. Inhibition de la mort cellulaire (= apoptose).
En bloquant un ou plusieurs de ces mécanismes-clés responsables du cancer, il est possible d'agir sur le cancer.
Pour contrôler le cancer, il existe plusieurs modes d'action possibles et des molécules :
- soutien de la production de tissu conjonctif et maintien de sa stabilité : vitamine C, lysine, proline, cuivre, manganèse;
- inhibition de la dégradation du tissu conjonctif[17]: vitamine C, lysine, proline, N-acétylcystéine, épigallocatéchine gallate (tiré du thé vert), sélénium ;
- inhibition de l'angiogénèse : épigallocatéchine gallate, N-acétylcystéine ;
- induction de l'apoptose : vitamine C, épigallocatéchine gallate, N-acétylcystéine, sélénium, arginine, proline.

#### Les différentes molécules dans la thérapie anticancéreuse selon la médecine cellulaire

##### La vitamine C
Dans notre organisme, la vitamine C a deux caractéristiques : 
- nous ne savons pas la synthétiser[18] ;
- nous n'avons pas d'organes où la stocker (contrairement à d'autres vitamines[19]).

La vitamine C sous forme de palmitate permet de contrecarrer ces deux caractéristiques, tel que présente dans les formules de la fondation Rath.
Ainsi, elle peut donc jouer son rôle dans nos cellules :
- d'antioxydante ;
- d'anticancéreux en tant inducteur d'apoptose[20] et productrice de peroxyde d'hydrogène (H2O2) (le peroxyde d'hydrogène est toxique pour la cellule cancéreuse[21])
- de cofacteur des enzymes productrices de collagène[18],[22]
- etc.

##### Les flavonoïdes
Ce sont des molécules antioxydantes qui potentialisent l'action des autres micronutriments.

##### L'épigallocatéchine gallate
L'épigallocatéchine gallate est une molécule extraite du thé vert.
L'épigallocatéchine gallate est le plus puissant anticancéreux que la nature nous a donnée.
- elle est un inducteur d'apoptose (comme la vitamine C et la vitamine D);
- elle diminue également l'angiogénèse induite par la VEGF[23].

L'épigallocatéchine gallate est un inhibiteur de plusieurs enzymes, dont entre autres:
- l'histone acétyltransférase[24];
- l'ADN méthyltransférase[25];
- l'acide gras synthase[26];
- la glutamate déshydrogénase[27];
- les ADN topoisomérases I et II [28].

##### La lycin et la prolysine
La lycine et la prolysine sont des acides aminés nécessaires pour reconstituer la matrice de collagène.
En donnant ces acides aminés (et avec la vitamine C), cela permet la régression des métastases,,,.

##### La vitamine D3
La vitamine D3 est connue pour ses actions
- sur le métabolisme osseux : induit l'absorption de calcium dans l'intestin, fixe le calcium dans les os ;
- sur la prévention de 4 maladies osseuses : 
  - l'ostéopénie et l'ostéoporose chez l'adulte ;
  - le rachitisme et l'ostéomalacie chez l'enfant ;
- antioxydant ;
- anticancéreux[34] par son action inductrice de l'apoptose ;
- immunostimulante[33].

En conclusions : 
Les micronutriments peuvent 
- diminuer de façon significative la formation de métastases[31];
- inhiber la néoangiogénèse[35],[36],[37] et donc diminuer la croissance tumorale ;
- inhiber la formation de vaisseaux sanguins induite par les cellules endothéliales humaines ;
- inhiber la multiplication des cellules cancéreuses[38],[39];
- déclencher les processus cellulaires qui entraînent la mort naturelle (= apoptose) des cellules cancéreuses[29].

#### La synergie des préparations
Chaque substance peut avoir une action individuelle (cf supra).
Elles peuvent également agir en synergie pour inhiber la propagation des cellules cancéreuses,,

#### Les différentes combinaisons de micronutrients
Il existe de profondes différences d'action entre différentes combinaisons de micronutriments : celles contenant de la vitamine C, de la lysine, de la proline, de l'arginine, de l'extrait de thé vert, de la quercétine, du sélénium, du cuivre, du manganèse montrent le maximum de mort des cellules cancéreuses.

### Les nutriments cellulaires essentiels spécifiques dans les maladies cardiovasculaires selon Matthias Rath

#### Les mécanismes-clés des maladies cardiovasculaires
Selon les travaux du Dr Rath, le primum movens de nombreuses maladies cardiovasculaires est un scorbut ignoré (involontairement) par la médecine et les médecins,,,,,

#### Les différentes molécules dans la thérapie des maladies cardiovasculaires selon la médecine cellulaire
Afin d'éviter le maximum de maladies cardiovasculaires, il propose plusieurs vitamines et minéraux, etc. dont voici un panel :
- Vitamine C : protection et guérison naturelle de la paroi artérielle, diminution des plaques, réduction de la prolifération des cellules des muscles lisses de la paroi artérielle, une des causes les plus fréquentes de complications de l'angioplastie[51], transporteur d'énergie pour le métabolisme cellulaire, chargement en énergie des molécules de transport des vitamines du groupe B, diminution de 40 à 50 % du taux de maladies cardiaque et augmentation de l'espérance de vie[52], diminution des risques d'obstruction des artères coronaires après une angioplastie (synergie avec la vitamine E)[53]
- Vitamine E : protection anti-oxydante, en particulier protection des membranes cellulaires, diminution de 15% des resténoses après angioplastie[54], diminution des risques d'obstruction des artères coronaires après une angioplastie (synergie avec la vitamine E)[55]
- Vitamine D : optimisation du métabolisme du calcium, diminution des dépôts de calcium dans les parois artérielles.
- Vitamine B1 ( = thiamine) : amélioration de la fonction de pompe du coeur chez le patient souffrant d'insuffisance cardiaque[56]
- Vitamine B8 ( = biotine): cofacteur du pyrophosphate ( = un des biocatalyseurs les plus importants dans le métabolisme cellulaire), protection contre le taux élevé d'homocystéine, en combinaison avec de la vitamine B6, de la vitamine B12 et de la vitamine B9.
- Vitamine B9 ( = acide folique) : protection contre le taux élevé d'homocystéine, en combinaison avec la vitamine B6, la vitamine B12 et la vitamine B8.
- béta-carotène (= provitamine A) : vitamine liposoluble anti-oxydante, réduction du risque de formation de caillot.
- Coenzyme Q10 : élément le plus important de la chaîne respiratoire au niveau des mitochondries[57], amélioration de la fonction du myocarde[58],[59],[60]
- L-Carnitine : molécule de transport de l'énergie dans nos cellules musculaires, amélioration de la survie cardio-vasculaire[61],[62],[63], action antiarythmique [64],[65]
- Proline: production de collagène, stabilité de la paroi artérielle, diminution des plaques.
- Lysine : production de collagène, stabilité de la paroi artérielle, diminution des plaques.
- Taurine : sa carence dans les cellules du myocarde est une cause fréquente d'insuffisance cardiaque
- Cuivre : stabilité de la paroi artérielle par le renforcement des liens croisés entre les molécules de collagène.
- Sulfate de chondroïtine : stabilité de la paroi artérielle grâce à son rôle de " ciment " du tissu conjonctif de cette paroi.
- N-Acétylglucosamine : stabilité de la paroi artérielle grâce à son rôle de " ciment " du tissu conjonctif de cette paroi.
- Pycnogénol : biocatalyseur pour une utilisation optimale de la vitamine C, contribution à la stabilité des parois artérielles.
- Magnésium : antiarythmique, diminution de la mortalité cardiaque par infarctus du myocarde[66],[67],[68]

## Controverse
Frank Ulrich Montgomery (de) de la fédération des médecins allemands et Michael Bamberg de la fondation allemande contre le cancer ont entamé des procédures légales contre le Matthias Rath à la suite du décès d'un enfant (Dominik Feld) souffrant d'un cancer des os avec métastases aux poumons. Les parents de l'enfant, avant sa mort, avaient fait abandonner la chimiothérapie de leur fils et l'avaient mis sous la thérapie de supplémentation nutritionnelle de Matthias Rath. Ce dernier se défend en avançant le fait que sa mort a été due aux erreurs dans la prise en charge du patient là où il était hospitalisé, ce qui fut prouvé par la suite lors d'un procès. Le BMJ dut s'excuser auprès du Dr Rath pour avoir publié de fausses allégations.
Les actions entreprises par Matthias Rath afin de persuader les Sud-Africains d'utiliser ses compléments vitaminiques pour renforcer le système immunitaire restent également controversées, d'autant qu'il préconise l'arrêt des traitements antirétroviraux pour soigner le SIDA. Il prétend notamment que certaines personnes, dont le test de dépistage du VIH est positif, ne développeraient jamais de symptômes et resteraient en vie s'ils n'étaient pas traités par les antirétroviraux. Il affirme par ailleurs que si ces personnes étaient traitées par antirétroviraux, ces dernières finiraient systématiquement par développer le SIDA. Il remet ainsi en cause la toxicité des traitements antirétroviraux, qu'il accuse de détruire le système immunitaire. Cette attitude est majoritairement condamnée par la communauté scientifique,,,,.
Par ailleurs, la Société suisse de lutte contre le cancer a attiré l'attention sur les faiblesses du dossier scientifique de Matthias Rath, ainsi que sur les possibles dangers des dosages des préparations qu'il propose.

## Le «programme de Chemnitz»
Le 21 juin 1997, à la salle des fêtes de Chemnitz, Matthias Rath a tenu un discours concernant le programme de Chemnitz. Au cours de ce discours, il a fustigé le soutien apporté par le gouvernement allemand à la « Commission Codex Alimentarius », qu'il présente comme une initiative de l'industrie pharmaceutique visant, selon lui, à interdire au niveau mondial toute information en matière de santé en rapport avec des vitamines et autres thérapies naturelles.

## Position
Matthias Rath se considère médecin et scientifique dévoué à la recherche pour la santé et le bien-être. Il perçoit les groupes industriels pharmaceutiques comme des entreprises principalement intéressées à propager des maladies pour mieux vendre leurs solutions pharmaceutiques (« manœuvres de tromperie et de fraude ») et parle de « cartel pharmaceutique ». Il se considère donc comme une menace pour l'industrie pharmaceutique qui cherche à défendre son pré carré.
Son premier constat vis-à-vis de l'infarctus fut que, si un taux de cholestérol élevé menait vraiment à un infarctus du cœur ou du cerveau, tous les autres organes du corps humain devraient être impactés de la même manière, or ce n'est pas le cas. Il constata ensuite que les animaux produisent leur propre apport en vitamine C (collagène), bénéficiant donc d'un système sanguin stable, et sont très rarement victimes d'infarctus, alors que le corps humain semble être incapable de le faire et que les infarctus constituent une des principales causes de décès chez l'homme.